# Astrapia
Astrapia é um gênero de aves-do-paraíso (Paradisaeidae). O gênero contém cinco espécies de astrápias, todas endêmicas à Nova Guiné. Os machos possuem uma plumagem altamente iridescente e longas caudas. As fêmeas são mais simples e com caudas menores.
Devido à sobreposição da distribuição de algumas destas espécies, é possível encontrar híbridos entre as espécies. Muitas das espécies descritas e documentadas inicialmente eram, na realidade, híbridos que foram surgindo com o passar do tempo, até se tornarem populações estabelecidas. Por exemplo, a astrápia-de-barnes é um híbrido produzido através do intercruzamento entre a astrápia-princesa (A. stephaniae) e a astrápia-cauda-de-fita (A. mayeri).

## Taxonomia e sistemática
Astrapia deriva from do grego astrapios ou astrapaios, que significa relâmpago, possivelmente uma referência a iridescência da plumagem.
O gênero é sugerido como monofilético, tendo surgido há cerca de seis milhões de anos, e forma um grupo irmão com as duas espécies do gênero Paradigalla. Astrapia e Paradigalla pertencem a um clado maior que inclui os outros pássaros do paraíso com cauda longa do gênero Epimachus.

### Espécies
- Astrápia-de-arfak, Astrapia nigra
- Astrápia-esplêndida, Astrapia splendidissima
- Astrápia-cauda-de-fita, Astrapia mayeri
- Astrápia-princesa, Astrapia stephaniae
- Astrápia-de-huon, Astrapia rothschildi

Dentro do gênero, A. nigra e A. splendidissima são espécies irmãs, que juntas formam um clado que inclui A. rothschildi, A. mayeri and A. stephaniae com A. rothschildi como membro basal.

## Descrição
As cinco espécies do gênero Astrapia são endêmicas da Nova Guiné, nas montanhas de Volgelkop, nas cordilheiras centrais e na Península de Huon. Destes, três são alopátricos - A. nigra, A. splendidissima e A. rothschildi. Os outros dois - A. mayeri e A. stephaniae - se sobrepõem nas margens de seus respectivos intervalos de elevação em uma pequena parte do planalto central de Papua Nova Guiné.
Todas as espécies de astrápias exibem dimorfismo sexual. Os machos adultos aparecem em sua maioria pretos na maioria das condições de iluminação, com cabeças azul-esverdeadas altamente iridescentes, uma faixa laranja-acobreada intensamente reflexiva na parte superior do peito e uma cauda violeta profundo (quase preta) ou principalmente branca. As três espécies alopátricas também apresentam abdome inferior verde iridescente. As fêmeas adultas são marrom-escuras mais opacas, com caudas menores e manchadas de branco escorrendo pelo seu comprimento.